# Typosyllis neglecta
Typosyllis neglecta är en ringmaskart som först beskrevs av Grube 1870.  Typosyllis neglecta ingår i släktet Typosyllis och familjen Syllidae. Inga underarter finns listade i Catalogue of Life.